# Asomatoagnosia
En medicina y neurología, la asomatoagnosia, también llamada asomatognosia es una forma de agnosia corporal que consiste en la incapacidad para reconocer, diferenciar e integrar las diferentes partes del esquema corporal.

## Etiología
Suele estar asociada a lesiones en el lóbulo parietal.

## Trastornos relacionados
Un trastorno relacionado que puede considerarse una variante es la hemiasomatognosia, en el cual el paciente no reconoce como propia una mitad de su cuerpo.